# Saint-Félix (Charente-Maritime)
Saint-Félix ist eine französische Gemeinde mit 322 Einwohnern (Stand: 1. Januar 2022) im Département Charente-Maritime in der Region Nouvelle-Aquitaine (vor 2016: Poitou-Charentes); sie gehört zum Arrondissement Saint-Jean-d’Angély und zum Kanton Saint-Jean-d’Angély. Die Einwohner werden Saint-Féliciens und Saint-Féliciennes genannt.

## Geographie
Saint-Félix liegt etwa 47 Kilometer ostsüdöstlich von La Rochelle in der Saintonge. Umgeben wird Saint-Félix von den Nachbargemeinden Marsais im Norden, Dœuil-sur-le-Mignon im Nordosten, Migré im Osten sowie Bernay-Saint-Martin im Süden und Westen.

## Bevölkerungsentwicklung
| Jahr                       | 1962 | 1968 | 1975 | 1982 | 1990 | 1999 | 2006 | 2019 |
| Einwohner                  | 364  | 331  | 289  | 273  | 253  | 282  | 288  | 311  |
| Quellen: Cassini und INSEE |      |      |      |      |      |      |      |      |

## Sehenswürdigkeiten

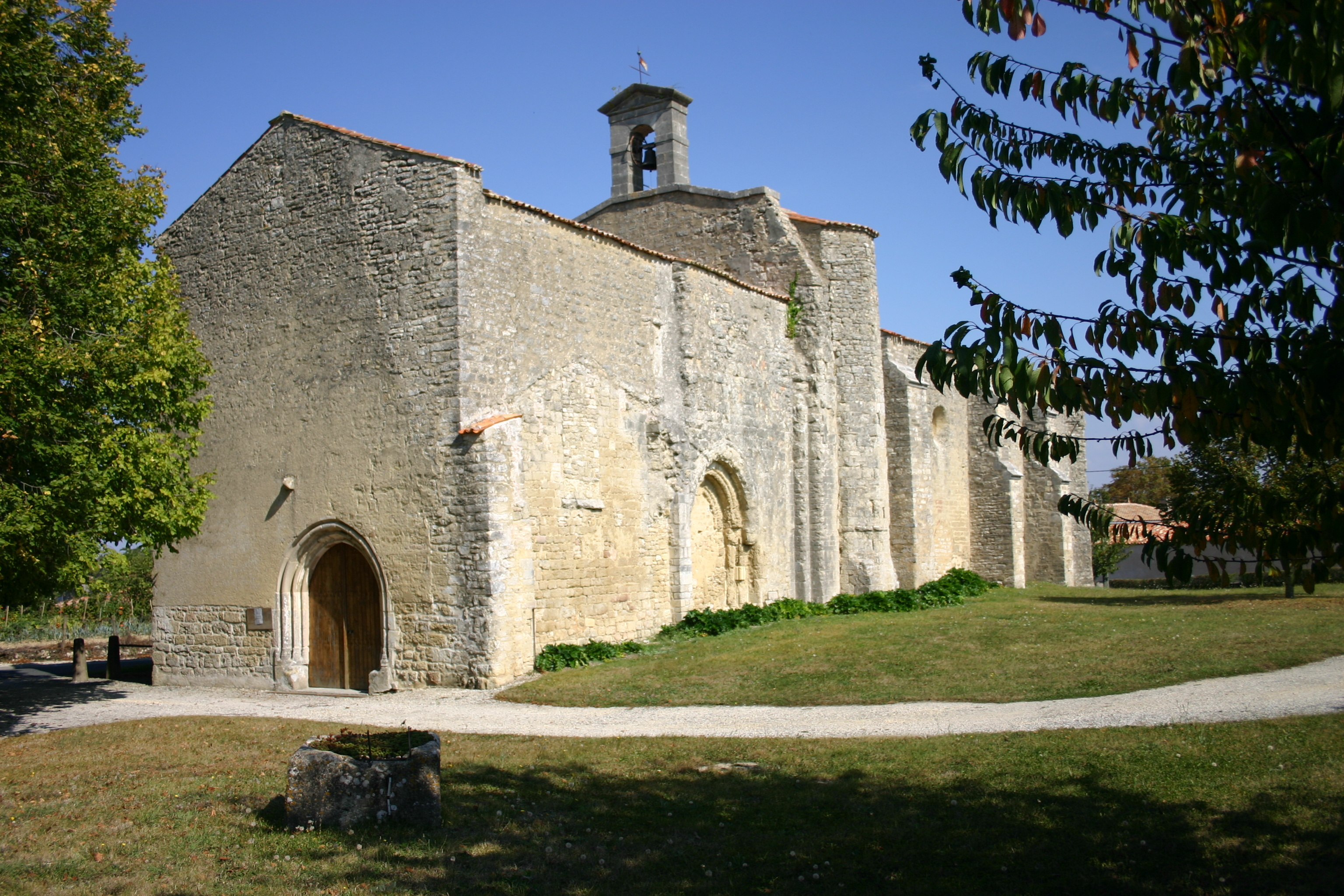
Kirche Saint-Félix

- Hügelgräber Le Bois des Chails
- Kirche Saint-Félix